# ワイルド・ウッド
ワイルド・ウッド（Wild Wood）は、ポール・ウェラーが1993年に発表した、ソロ名義では2作目のアルバム。

## 解説
オーシャン・カラー・シーンのサイモン・ファウラーとスティーヴ・クラドックがゲスト参加。スティーヴはその後も、ポールのレコーディングやライヴを度々サポートする。
「サンフラワー」（全英16位）、「ワイルド・ウッド」（全英14位）、「ザ・ウィーヴァー」（全英18位）、「ハング・アップ」（全英11位）がシングルとしてリリースされた。
先行発売された日本盤CDは「フット・オブ・ザ・マウンテン」がカットされ、一部の楽曲が別バージョンになっていた。後のユニバーサル・ミュージックからの再発ではイギリス再発盤に準拠している。
1994年のイギリス再発盤・アメリカ盤では同年のシングル曲「ハング・アップ」が追加された。また、アメリカ初版CDには3曲入りボーナス･ディスクが付属した。
2007年10月、CD2枚組のデラックス・エディション盤が発売された（日本発売は2007年11月）。

## 収録曲
特記なき楽曲はポール・ウェラー作。
1. サンフラワー - "Sunflower" - 4:06
2. キャン・ユー・ヒール・アス (ホーリー・マン) - "Can You Heal Us (Holy Man)" - 3:42
3. ワイルド・ウッド - "Wild Wood" - 3:23
4. インストゥルメンタル1 (パート1) - "Instrumental One (Part 1)" (Paul Weller, Brendan Lynch, Steve White) - 1:37
5. オール・ザ・ピクチャーズ・オン・ザ・ウォール - "All the Pictures On the Wall" - 3:56
6. ハズ・マイ・ファイア・リアリー・ゴーン・アウト? - "Has My Fire Really Gone Out?" - 3:52
7. カントリー - "Country" - 3:39
8. インストゥルメンタル2 - "Instrumental Two" (P. Weller, B. Lynch, S. White) - 0:49
9. フィフス・シーズン - "5th Season" - 4:54
10. ザ・ウィーヴァー - "The Weaver" - 3:43
11. インストゥルメンタル1 (パート2) - "Instrumental One(pt 2)" (P. Weller, B. Lynch, S. White) - 0:34
12. フット・オン・ザ・マウンテン - "Foot of the Mountain" - 3:38
13. シャドウ・オブ・ザ・サン - "Shadow of the Sun" - 7:36
14. ホーリー・マン (リプリーズ) - "Holy Man(reprise)" - 1:51
15. ムーン・オン・ユア・パジャマズ - "Moon On Your Pyjamas" - 4:01
16. ハング・アップ - "Hung Up" - 2:40

### デラックス・エディション

#### ディスク1
オリジナル盤に下記ボーナス・トラックを追加。
1. "Wild Wood [Sheared Wood Remix]"
2. "Magic Bus - contains medley of Bull Rush" - ザ・フーのカヴァー
3. "Ends of the Earth"
4. "This Is No Time [Live]"
5. "Another New Day"
6. "The Loved"

"Magic Bus"、"This Is No Time [Live]"はそれぞれシングル「Sunflower」カップリング、NME誌付録カセットテープ「BRAT PACK '95」収録のバージョンを収録される予定だったが、アルバム「ライヴ・ウッド」のバージョンが収録されている。

#### ディスク2
1. "Sunflower" [Demo]
2. "Wildwood" [Demo]
3. "All the Pictures on the Wall" [Demo]
4. "Country" [Demo]
5. "5th Season" [Demo]
6. "The Weaver" [Demo]
7. "Shadow of the Sun" [Demo]
8. "Moon on Your Pyjamas" [Demo]
9. "Ends of the Earth" [Demo]
10. "Love of the Loved" [Demo]
11. "Price to Pay" [Demo]
12. "Changes" [Demo]
13. "I'm Only Dreaming" [Previously Unreleased] - スモール・フェイセスのカヴァー
14. "Ohio" [Demo] - ニール・ヤングのカヴァー
15. "Oh Happy Day" [Previously Unreleased]
16. "Greeting" [Previously Unreleased]
17. "Wild Wood" [Demo]
18. "Weaver of Dreams" [Demo]
19. "Foot of the Mountain" [Exclusive BBC Recording]
20. "Hung Up" [Exclusive BBC Recording]
21. "Black Sheep Boy" [Exclusive BBC Recording]

## 参加ミュージシャン
- ポール・ウェラー - ボーカル、ギター、キーボード
- マルコ・ネルソン - ベース
- ヨランダ・チャールズ - ベース
- スティーヴ・ホワイト - ドラムス、パーカッション
- スティーヴ・クラドック - ギター
- ロバート・ハワード - ギター
- デヴィッド・リドル - ギター
- ブレンダン・リンチ - メロトロン、モーグ・シンセサイザー
- ミック・タルボット - オルガン
- ヘレン・ターナー - オルガン
- マックス・ビースレイ - エレクトリックピアノ
- ジャコ・ピーク - フルート
- D. C. リー - バッキング・ボーカル
- サイモン・ファウラー - バッキング・ボーカル